# Nelinearna optika
Nelinearna optika (NLO) je grana optike koja opisuje ponašanje svetlosti u nelinearnim medijima, to jest, medijima u kojima gustina polarizacije P nelinearno reaguje na električno polje E svetlosti. Nelinearnost se tipično uočava samo pri veoma visokom intenzitetu svetlosti (vrednostima atomskog električnog polja, tipično 108 V/m), kao što su one koje daju laseri. Iznad Švingerovog limita, očekuje se da sam vakuum postane nelinearan. U nelinearnoj optici princip superpozicije više ne važi.

## Istorija
Prvi nelinearni optički efekat koji je bio predviđen bila je dvoprotonska apsorpcija, prema nalazima opisanim u doktorskoj disertaciji Marije Gepert Majer iz 1931. godine, koja je ostala neistražena kao teorijska zanimljivost do 1961. godine, i gotovo istovremeno opažanje apsorpcije dva fotona u Belovim laboratorijama i otkriće druge harmonične generacije Petera Frankena i drugih na Univerzitetu u Mičigenu. Do ovih otrkića je došlo ubrzo nakon konstrukcije prvog lasera zaslugom Teodora Mejmana. Neki od nelinearnih efekata su otkriveni i pre razvoja lasera. Teorijska osnova mnogih nelinearnih procesa prvi put je opisana u Blumbergenovoj monografiji „Nelinearna optika”.

### Teorija
Parametarski i „trenutni”  nelinearni optički fenomeni (tj. materijal mora biti bez gubitaka i disperzije kroz Kramers-Kronigove relacije), u kojima optička polja nisu prevelika, mogu se opisati ekspanzijom Tejlorove serije dielektrične polarizacione gustine (električni dipolni momenat po jedinici zapremine) P(t) u trenutku t u smislu električnog polja E(t):
{\displaystyle \mathbf {P} (t)=\varepsilon _{0}(\chi ^{(1)}\mathbf {E} (t)+\chi ^{(2)}\mathbf {E} ^{2}(t)+\chi ^{(3)}\mathbf {E} ^{3}(t)+\ldots ),}
gde su χ(n) koeficijenti susceptibilnosti medijuma n-tog reda, a prisustvo takvog člana se generalno naziva nelinearnošću n-tog reda. Treba imati na umu da se polarizaciona gustina P(t) i električno polje E(t) smatraju skalarima radi jednostavnosti. Uopšte rečeno, χ() je tenzor (n + 1)-tog ranga koji predstavlja polarizaciono-zavisnu prirodu parametarske interakcije i simetrije (ili nedostatak) nelinearnog materijala.

#### Talasna jednačina u nelearnom materijalu
Centralni pojam u istraživanju elektromagnetnih talasa je talasna jednačina. Polazeći od Maksvelovih jednačina u izotropnom prostoru, koji ne sadrži slobodna naelektrisanja, može se pokazati da je
{\displaystyle \nabla \times \nabla \times \mathbf {E} +{\frac {n^{2}}{c^{2}}}{\frac {\partial ^{2}}{\partial t^{2}}}\mathbf {E} =-{\frac {1}{\varepsilon _{0}c^{2}}}{\frac {\partial ^{2}}{\partial t^{2}}}\mathbf {P} ^{\text{NL}},}
gde je  nelinearni deo polarizacione gustine, a n je refraktivni indeks, koji dolazi od linearnog člana u P.
Normalno se može koristiti vektorski indentitet
{\displaystyle \nabla \times \left(\nabla \times \mathbf {V} \right)=\nabla \left(\nabla \cdot \mathbf {V} \right)-\nabla ^{2}\mathbf {V} }
i Gausov zakon (pretpostavljajući da nema slobodnih naelektrisanja, {\displaystyle \rho _{\text{free}}=0}),
{\displaystyle \nabla \cdot \mathbf {D} =0,}
da bi se dobila šire poznata talasna jednačina
{\displaystyle \nabla ^{2}\mathbf {E} -{\frac {n^{2}}{c^{2}}}{\frac {\partial ^{2}}{\partial t^{2}}}\mathbf {E} =0.}
Za nelinearni medijum, Gausov zakon ne podrazumeva da identitet
{\displaystyle \nabla \cdot \mathbf {E} =0}
generalno važi, čak ni za izotropni medijum. Međutim, čak i kada ovaj izraz nije identičan 0, često je zanemarivo mali, te se u praksi obično zanemaruje, čime se dolazi do standardne nelinearne talasne jednačine:
{\displaystyle \nabla ^{2}\mathbf {E} -{\frac {n^{2}}{c^{2}}}{\frac {\partial ^{2}}{\partial t^{2}}}\mathbf {E} ={\frac {1}{\varepsilon _{0}c^{2}}}{\frac {\partial ^{2}}{\partial t^{2}}}\mathbf {P} ^{\text{NL}}.}

## Nelinearno formiranje optičkog uzorka
Optička polja koja se prenose preko nelinearnih Kerovih medija takođe mogu ispoljiti formiranje obrazaca zahvaljujući nelinearnom mediju koji pojačava prostorni i vremenski šum. Taj efekat se naziva nestabilnošću optičke modulacije. Ovo je primećeno i kod fotorefraktivnih, fotonskih rešetki, kao i kod foto-reaktivnih sistema. U poslednjem slučaju, optička nelinearnost se postiže reakciono indukovanim povećanjem refraktivnog indeksa.

## Molekularna nelinearna optika
Rane studije nelinearne optike i materijala fokusirale su se na neorganske čvrste materije. Razvojem nelinearne optike, ispitivana su molekularna optička svojstva, čime je formirana molekularna nelinearna optika. Tradicionalni pristupi koji su se koristili u prošlosti za poboljšanje nelinearnosti uključuju produženja hromoforskih π-sistema, prilagođavanje alternacije dužine veze, indukovanje intramolekularnog prenosa naboja, produženje kougacije u 2D i inženjering multipolarne distribucije naboja. Nedavno su predloženi mnogi novi pravci za pojačanu nelinearnost i svetlosne manipulacije, uključujući upletene hromofore, kombinovanje bogate gustine stanja sa naizmeničnim vezama, mikroskopsko kaskadiranje nelinearnosti drugog reda, itd. Zbog istaknutih prednosti, molekularna nelinearna optika se široko koristi u polju biofotonike, uključujući bioimidžing, fototerapije, biodetekcije, etc.

## Literatura
- Chen, Szu-yuan; Maksimchuk, Anatoly; Umstadter, Donald (17. 12. 1998). „Experimental observation of relativistic nonlinear Thomson scattering”. Nature. 396 (6712): 653—655. Bibcode:1998Natur.396..653C. arXiv:physics/9810036 . doi:10.1038/25303.
- Bula, C.; McDonald, K. T.; Prebys, E. J.; Bamber, C.; Boege, S.; Kotseroglou, T.; Melissinos, A. C.; Meyerhofer, D. D.; Ragg, W.; Burke, D. L.; Field, R. C.; Horton-Smith, G.; Odian, A. C.; Spencer, J. E.; Walz, D.; Berridge, S. C.; Bugg, W. M.; Shmakov, K.; Weidemann, A. W. (22. 4. 1996). „Observation of Nonlinear Effects in Compton Scattering”. Phys. Rev. Lett. (Submitted manuscript). 76 (17): 3116—3119. Bibcode:1996PhRvL..76.3116B. PMID 10060879. doi:10.1103/PhysRevLett.76.3116. Архивирано из оригинала 21. 6. 2019. г. Приступљено 6. 9. 2018.
- James Koga; Timur Zh. Esirkepov; Sergei V. Bulanov. „Nonlinear Thomson scattering in the strong radiation damping regime”. American Institute of Physics. Архивирано из оригинала 18. 7. 2012. г. Приступљено 4. 7. 2010.
- Thaury, C.; Quéré, F.; Geindre, J.-P.; Levy, A.; Ceccotti, T.; Monot, P.; Bougeard, M.; Réau, F.; d’Oliveira, P.; Audebert, P.; Marjoribanks, R.; Martin, Ph (1. 6. 2007). „Plasma mirrors for ultrahigh-intensity optics”. Nat Phys. 3 (6): 424—429. Bibcode:2007NatPh...3..424T. doi:10.1038/nphys595.
- A. P. Kouzov, N. I. Egorova, M. Chrysos, F. Rachet, Non-linear optical channels of the polarizability induction in a pair of interacting molecules Архивирано на веб-сајту  (13. јун 2017), NANOSYSTEMS: PHYSICS, CHEMISTRY, MATHEMATICS, 2012, 3 (2)
- Paschotta, Rüdiger. „Parametric Nonlinearities”. Encyclopedia of Laser Physics and Technology.